# Pulgaszari
A Pulgaszari (hangul: 불가사리, eredeti alakban 불가살이, handzsa: 不可殺이, RR: Pulgasari, ’legyőzhetetlen’) 1985-ös észak-koreai gyártású film, amelyet az 1954-es japán Godzilla című film észak-koreai változatának tartanak. A történet a Korjo (고려, Goryeo) királyság (918–1392) időszakából fennmaradt legenda alapján készült, egy medve testű, szarvakkal és tigris-lábakkal rendelkező félelmetes lényről.
A filmet a híres dél-koreai rendező, Sin Szangok (신상옥, Shin Sang-ok) rendezte, akit kifejezetten a film leforgatásának kedvéért raboltatott el a hajdani észak-koreai vezető, Kim Dzsongil (김정일, Kim Jong-il). Sin-t észak-koreai filmjeiben Csong Gondzso (정건조, Chong Gon Jo) álnéven hívják.

## Történet
|  | Alább a cselekmény részletei következnek! |

A történet a feudális Koreában játszódik. A gonosz király tudomására jut, hogy a szegény parasztok lázadást akarnak szervezni és meg akarják dönteni az uralmát. A király ezért összegyűjteti a parasztok minden eszközét és fazekát, amiket vasból készítettek, és egy felkelés esetén felhasználhatták volna ellene.
|  | Itt a vége a cselekmény részletezésének! |

## Főbb szereplők
Vannak olyan szereplők, akiknek a közreműködése kétségbe vonható, mivel a film eleji stáblistán nem szerepelnek (ahogy Sin Szangok sem), ugyanakkor egyes forrásokban (pl. IMDb) igen.
| Szereplő               | Színész |
| ---------------------- | --- |
| Ami (아미, Ami)        | Csang Szonhi (장선희, Chang Son Hui) |
| Inde (인대, Indae)     | Ham Giszop (함기섭, Ham Gi Sop) |
| Ana (아나, Ana)        | Ri Dzsongguk (리종국, Ri Jong Guk) |
| Thakszö (탁쇠, Taksoe) | Ri Ingvon (리인권, Ri In Kwon) |
| Inde (Indae) anyja     | Ju Gjonge (유경애, Yu Gyong Ae) |
| Inde (Indae) testvére  | Ro Hjecshol (로혜철, Ro Hye Chol) |
| Lázadó katonák         | The Szanghun (태상훈, Tae Sang Hun), Kim Gicshon (김기천, Kim Ki Chon), Ri Incshol (리인철, Ri In Chol)                                        |
| Király                 | Pak Jonghak (박영학, Pak Yong Hak) |
| Kormányzó              | Pak Pongik (박봉익, Pak Pong Ik) |
| Földesúr               | Kim Jongsik (김영식, Kim Yong Sik) |
| Hivatalnok             | Hong Szuncshang (홍순창, Hong Sun Chang) |
| Kiszeng                | Ri Cshook (리초옥, Ri Cho Ok) |
| Sámán                  | Sin Mjonghi (신명희, Sin Myong Hui) |
| Katonatisztek          | O Jonghvan (오영환, O Yong Hwan), Kim Dukszon (김득선, Kim Tuk Son), Ri Bjongcshol (리병철, Ri Byong Chol), Kim Jonggun (김영근, Kim Yong Kun) |
| Pulgaszari (mozgatás)  | Szacuma Kenpacsiro |
| „gyermek” Pulgaszari   | 'Little Man' Machan |

## Háttér, forgatás
Sin Szangok (신상옥, Shin Sang-ok) az 1950-1960-as évekre az egyik legtermékenyebb dél-koreai filmrendezővé vált: cége több mint 300 filmet forgatott, és a híres koreai rendező, Na Ungju (나운규, Na Woon-gyu) 1926-os, Pongori Szamrjong (벙어리 삼룡, Beongeoli Sam-ryong) című filmjének újrafeldolgozásával nemzetközi ismertségre tett szert. A rendező számára azonban Dél-Korea változó politikai helyzete nem kedvezett, és Pak Csong Hi (박정희, Park Chung-hee) diktatúrája alatt még a stúdióját is bezáratták 1978-ban.
A rendező felesége, Cshö Unhi (최은희, Choi Eun-hee) ebben az időben Hongkongban tartózkodott, de hamarosan nyom nélkül eltűnt.